# Сметанников, Леонид Анатольевич
Леони́д Анато́льевич Смета́нников (род. 12 августа 1943) — советский и российский оперный певец (баритон), педагог. Народный артист СССР (1987). Лауреат Государственной премии РСФСР им. М. И. Глинки (1982).

## Биография
Родился 12 августа 1943 года в селе Фершампенуаз Нагайбакского района Челябинской области.
Раннее детство прошло на Южном Урале, куда во время войны была эвакуирована мать. После тяжёлого ранения туда же приехал и отец. После окончания войны семья переехала на Украину, в Днепродзержинск Днепропетровской области.
В 1957 году окончил семь классов средней школы и поступил в индустриальный техникум. Окончив его в 1961 году, поступил на Днепровский металлургический комбинат, где работал техником-электриком.
Пел с детства — в детском саду и в школе — везде был запевалой. После мутации голоса вновь запел, теперь во взрослом академическом хоре заводского Дворца культуры. Здесь уже был и вокальный кружок.
В 1962 году поступил в Днепропетровское музыкальное училище (ныне Днепропетровская академия музыки им. М. Глинки). Чтобы иметь средства для жизни подрабатывал радистом-осветителем во Дворце культуры студентов. После окончания училища в 1966 году поступил в Саратовскую консерваторию им. Л. В. Собинова (класс А. И. Быстрова), окончил в 1971 году.
8 декабря 1968 года получил приглашение в Саратовский театр оперы и балета имени Н. Г. Чернышевского, где стал солистом оперы и уже через год исполнил первую партию (Елецкий в «Пиковой даме» П. И. Чайковского).
За два с половиной года исполнил множество малых и больших партий, в числе которых и Журан в «Чародейке» П. И. Чайковского, и атаман Игнатьев в «Якове Шибалке» А. С. Ленского, и даже Ёж в детской опере «Теремок» А. П. Кулыгина. Экзаменом стала партия Фигаро из «Севильского цирюльника» Дж. Россини. На премьере спектакля присутствовала Государственная комиссия из консерватории, которая оценила работу выпускника на «отлично».
1969—2009 — Гастролировал с Саратовским Академическим театром оперы и балета по городам России и за рубежом.
Систематически выступал с концертами. Быстро набирал силу как певец. Ещё будучи студентом четвёртого курса завоевал право на сольные концерты. Первый из них состоялся весной 1970 года и включал в себя арии, романсы, песни. Весной 1971 года вместе с лучшими артистами оперного театра исполнил несколько произведений по Центральному телевидению. В репертуаре свыше 300 романсов и песен русских, советских и зарубежных композиторов.
Звёздным для певца стал 1973 год. Он стал лауреатом сразу нескольких конкурсов и фестивалей: Всесоюзного конкурса профессиональных исполнителей советской песни (Минск), Х Всемирного фестиваля молодежи и студентов (Берлин), VI Всесоюзного конкурса вокалистов им. М. И. Глинки (Кишинёв).
За более чем 40-летний период своей творческой карьеры спел в более чем 900 спектаклях, принял участие в тысячах концертов в стране и за рубежом, выпустил 5 сольных пластинок с записями арий, романсов, русских и советских песен, снялся в трех музыкальных фильмах, был постоянным гостем на радио и телевидении.
Был одним из первых исполнителей песни Д. Ф. Тухманова и В. Г. Харитонова «День Победы», наравне с Л. В. Лещенко. Исполнил её на съёмках передачи «Голубой огонёк» в канун 9 мая 1975 года.
В 1977 году был приглашен в Саратовскую консерваторию имени Л. В. Собинова в качестве преподавателя кафедры сольного пения. С 1989 года — профессор кафедры академического пения.
1991—2008 — Член Совета по вокальному искусству при Министерстве Культуры Российской Федерации.
В 2005 году концертный тур Леонида Анатольевича был приурочен к юбилейной дате — шестидесятилетию Великой Победы над фашизмом. Сметанников выступал в Москве на Красной площади и в Волгограде, на Мамаевом кургане.
12 декабря 2008 года избран на основании Устава действительным членом — академиком Международной академии творчества.
30 ноября 2024 года стал лауреатом IX Российской национальной оперной премии «Онегин» в номинации «Легенда».

## Семья
Отец — Анатолий Павлович Сметанников (1916—2002).
Мать — Елена Ивановна Сметанникова (урождённая Эрна Биссинг) (1919—1994), поволжская немка.
Первая жена — Виктория Сергеевна Мухина. Познакомились в Днепропетровске, в музыкальном училище.
- Сын — Станислав Леонидович Сметанников, программист.
  - Внук — Владислав
  - Внук — Сергей

Вторая жена — Зинаида Ивановна, оперная певица и менеджер супруга по организации концертов. Супруги живут в Саратове на проспекте Столыпина.

Леонид Сметанников — верующий человек, прихожанин Казанского храма Саратова. Там он встретил своего духовного наставника — протоиерея Лазаря Новокрещеных, клирика Казанского храма Саратова. Певец говорил: 
«Я чувствую, что он молится за меня, за моих родителей, за мою семью. Для меня очень важно, чтобы в душе был покой. И когда я с ним — в душе покой и состояние творческое»

## Звания и награды
- Заслуженный артист Каракалпакской АССР (1974)
- Заслуженный артист РСФСР (1976)[5]
- Народный артист РСФСР (1979)[6]
- Народный артист СССР (1987)
- Государственная премия РСФСР имени М. И. Глинки (1982) — за исполнение ведущих партий в операх советских композиторов, русского и зарубежного классического репертуара и концертные программы (1980—1981)
- Орден «За заслуги в культуре и искусстве» (5 мая 2025) — за большой вклад в развитие отечественной культуры и искусства, многолетнюю плодотворную деятельность[7]
- Орден Дружбы (5 июня 2000) — за заслуги перед государством, многолетнюю плодотворную деятельность в области культуры и искусства, большой вклад в укрепление дружбы и сотрудничества между народами[8]
- Орден «Знак Почёта» (14 ноября 1980) — за большую работу по подготовке и проведению Игр XXII Олимпиады[9]
- Почётная грамота Президента Российской Федерации (24 октября 2019) — за заслуги в развитии отечественной культуры и многолетнюю плодотворную деятельность[10]
- Орден «За заслуги в культуре и искусстве» (5 мая 2025) — за большой вклад в развитие отечественной культуры и искусства, многолетнюю плодотворную деятельность
- Орден преподобного Серафима Саровского III степени (РПЦ, 2005)
- Почётный знак губернатора Саратовской области (2018)[11]
- Золотая медаль ВВЦ
- Знак правительства Саратовской области «За любовь к родной земле»
- Почётный гражданин Саратова (1999)[3] — за большой личный вклад в развитие музыкальных и театральных традиций города и плодотворную преподавательскую деятельность
- Всесоюзный конкурс исполнителей советской песни (1-я премия, 1973)
- VI Всесоюзный конкурс вокалистов им. М. И. Глинки (Кишинёв) (2-я премия, 1973)
- Всемирный фестиваль молодежи и студентов (Берлин) (премия, 1973)
- IX Национальная оперная премия "Онегин" (премия в номинации "Легенда", 2024)

## Исполняемые партии
- «Иоланта» П. Чайковского — Роберт
- «Кармен» Ж. Бизе — Эскамильо
- «Пиковая дама» П. Чайковского — князь Елецкий
- «Севильский цирюльник» Дж. Россини — Фигаро
- «Укрощение строптивой» В. Шебалина — Петруччио[12]
- «Фауст» Ш. Гуно — Валентин
- «Травиата» Дж. Верди — Жермон
- «Евгений Онегин» П. Чайковского — Онегин
- «Дон Жуан» В. Моцарт — Дон Жуан
- «Брачный вексель» Дж. Россини — Тобиас Милл
- «Дуэнья» С. Прокофьева — Фердинанд
- «Паяцы» Р. Леонкавалло — Сильвио
- «Лючия ди Ламмермур» Г. Доницетти — Генрих Эштон
- «Летучая мышь» И. Штрауса — Орловский
- «Демон» А. Рубинштейна — Демон
- «Русская женщина» К. Молчанова — Костя-танкист
- «Иркутская история» М. В. Карминского — Сергей
- «Разбойники» Ж. Оффенбаха — Фражолетто
- «Граф Люксембург» Ф. Легара — Рене
- «Мазепа» П. Чайковского — Мазепа
- «Алеко» С. Рахманинова — Алеко
- «Тангейзер» Р. Вагнера — Вольфрам
- «Борис Годунов» М. Мусоргского — Шакловитый
- «В стиле ретро» (концерт по песням И. Дунаевского) — Герой